# Cryptocentrum latifolium
Cryptocentrum latifolium là một member of the lan, the largest species in genus Cryptocentrum.